# Kamel Daoud
Kamel Daoud, arab. ‏كمال داود‎ (ur. 17 czerwca 1970 w Mustaghanim) – algierski pisarz i dziennikarz, laureat Nagrody Goncourtów.

## Życiorys
Urodził się 17 lipca 1970 r. w Mustaghanim jako najstarszy z sześciorga dzieci, ale mieszka w Oranie. Daoud do 18. roku życia uważał się za islamistę, ale potem określił się jako ateista. Studiował literaturę francuską na uniwersytecie w Oranie. Daoud jest opozycyjnym dziennikarzem, od 1996 r. przez wiele lat związanym z francuskojęzycznym dziennikiem Quotidien d’Oran. Jest autorem zbioru opowiadań Le Minotaure 504.
W 2014 r. wydał pierwszą powieść – Sprawa Meursaulta, która przepisuje fabułę Obcego Alberta Camusa z algierskiej perspektywy. Książka odbiła się szerokim echem – w świecie arabskim wydany został na autora zaoczny wyrok śmierci przez środowiska religijne, natomiast we Francji otrzymała Nagrodę Goncourtów za powieściowy debiut. Pomimo bezpośredniego zagrożenia życia, Daoud nie wyemigrował z Algierii.
W 2024 r. dostał Nagrodą Goncourtów za powieść Houris. Powieść wywołała kontrowersje z powodu poruszenia tematyki wojny domowej, tzw. czarnej dekady. Z jednej strony powieść była chwalona za przełamanie zmowy milczenia wokół, z drugiej strony wydawnictwo Gallimard spotkało się z restrykcjami, m.in. cofnięciem pozwolenia na udział w targach książki w Algierze. Ponadto autor został oskarżony przez Saâdę Arbane o wykorzystanie w fabule książki historii jej życia, którą podzieliła się ze swoją terapeutką – żoną Daouda.
Żonaty z Aichą Dehdouh, profesorką psychiatrii i kierowniczką katedry psychiatrii i addyktologii na Uniwersytecie w Oranie.